# Маркировка судовых дизелей
Маркировка судовых дизелей — условное обозначение судовых дизелей, состоящее из цифр и букв.
Согласно стандарту ГОСТ 10150-88 "Двигатели судовые, тепловозные и промышленные. Общие технические условия" дизелям присваивают условное обозначение (марку), состоящее из цифр и букв.
Цифра в начале марки указывает число цилиндров дизеля, буквы после цифры означают: Ч — четырёхтактный; Д — двухтактный; Р — реверсивный; К — крейцкопфный;  С — с реверсивной муфтой; П — с редукторной передачей; Н — с наддувом; Г — газовый; 1А, 2А, 3А, 4А — степень автоматизации.
Буквы СП, входящие в обозначение дизелей, показывают, что дизель с реверсивной муфтой и редуктором, то есть с устройством, которое изменяет как направление, так и частоту вращения гребного винта. Цифры после букв соответствуют: в числителе — диаметру цилиндра, в знаменателе — ходу поршня в сантиметрах.
Дизели, поставляемые в Россию из Германии, Чехии, Финляндии и других стран, маркируют согласно стандартам и нормам этих стран или предприятий. Например, у двигателей из Германии, имеющих заводской индекс 6(8) ФД 26/20 АЛ — 1 (2,3), цифры 6(8) означают число цилиндров; буквы Ф — четырёхтактный, Д — дизель, А — с наддувом, Л — левой модели; цифры 26 — ход поршня, см, 20 — диаметр цилиндра, см; цифры 1,2,3 означают конструктивные варианты дизелей с различным средним эффективным давлением или с различной частотой вращения коленчатого вала.
Кроме того, в некоторых марках дизелей есть буквы: У — реверсивный; С — приспособленный для работы на тяжёлом топливе или с реверсивной передачей; Р — правой модели; р — правого вращения; л — левого вращения, Н — со средним ходом (отношением хода поршня к диаметру цилиндра).